# 1813 ve fotografii
Tento článek obsahuje významné fotografické události v roce 1813.

## Události
- Niepce ponořil papír do roztoku chloridu sodného a pak ho propláchl v roztoku dusičnanu stříbrného, aby se vysrážel chlorid stříbrný. Poté, co ho exponoval, objevil se na papíru negativní obraz. Ovšem jen na krátko, protože bez ustálení proces pokračoval dokud celý papír nezčernal. Po tomto částečném neúspěchu začal Niepce experimentovat se zinkovými deskami potřenými rozpuštěným asfaltem, s cílem trvale zachytit obraz zprostředkovaný camerou obcsurou.

## Narození v roce 1813
- 11. března – James Anderson, anglický fotograf († 27. února 1877)
- 5. června – Édouard Baldus, francouzský fotograf († 22. prosince 1889)
- 17. července – Charles Marville, francouzský fotograf († 1. června 1879)
- 17. září – John Jabez Edwin Mayall, anglický portrétní fotograf († 6. března 1901)
- ? – Frederick Scott Archer, britský fotograf († 1. května 1857)
- ? – Oscar Gustave Rejlander, švédský fotograf († 18. ledna 1875)
- ? – James Robertson, britský fotograf, rytec klenotů a mincí († 18. dubna 1888)
- ? – Frédéric Flachéron, fotograf († ?)
- ? – Giacomo Caneva, fotograf († ?)
- ? – Domenico Bresolin, fotograf († ?)
- ? – Mary Rosse, britská amatérská astronomka a průkopnická fotografka († 1885)
- ? – Daniel Davis junior, fotograf († ?)
- ? – Nicolaas Henneman, nizozemský fotograf, asistent anglického průkopníka fotografie Williama Foxe Talbota (8. listopadu 1813 – 18. ledna 1898)